# Penrith Wildwater Stadium

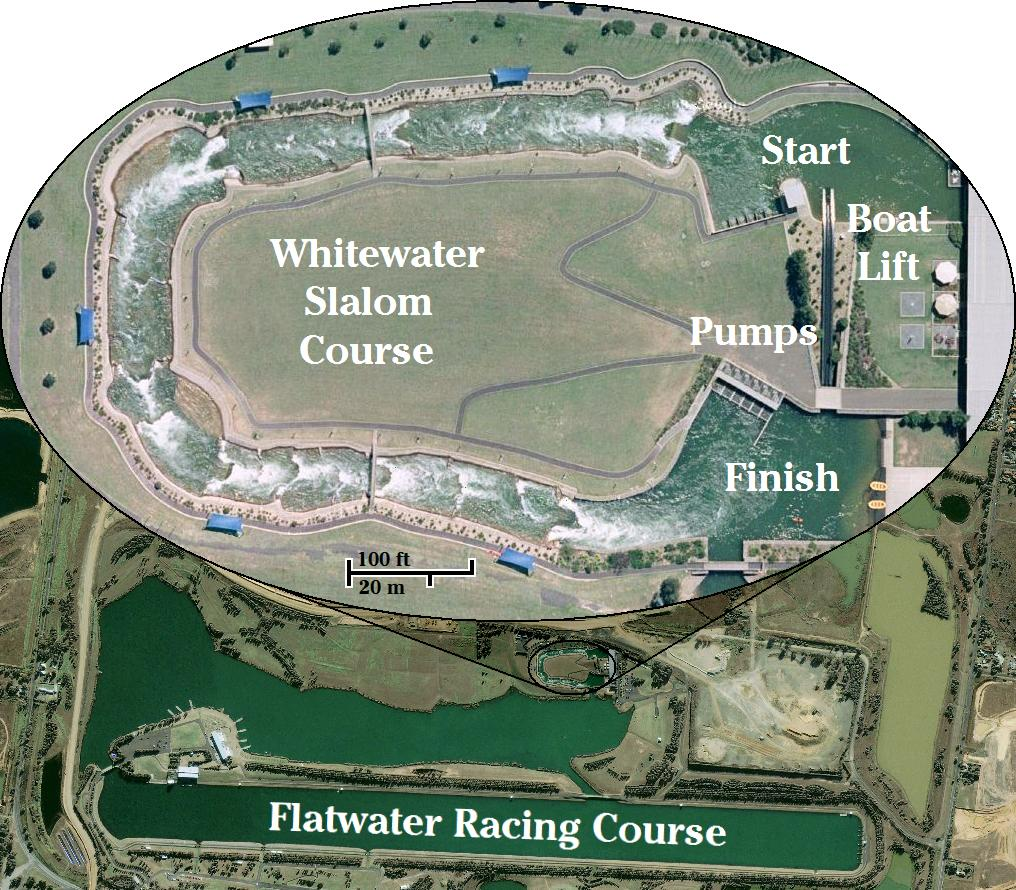
Bovenaanzicht van het Penrith Wildwater Stadium

Het Penrith Wildwater Stadium is een kunstmatige wildwaterbaan in het westen van de agglomeratie van Sydney. De baan is gebouwd voor en gebruikt tijdens de Olympische Zomerspelen van 2000 voor het onderdeel wildwater-kanoslalom. De faciliteit is een onderdeel van het project Penrith Lakes, bij de plaats Cranebrook in de gemeente Penrith en is gelegen naast het Sydney International Regatta Centre (SIRC). De meren worden niet gevuld door de aangrenzende rivier Nepean, maar worden door het grondwater en regenwater gevuld. Het gebruik van de faciliteit brengt lucht in het water en verhoogt de waterkwaliteit van de vlakwater-kano- en roeibaan.
De wildwaterbaan heeft een U-vorm, is 320 meter lang, tussen de 0,8 en 1,2 meter diep en tussen de acht en twaalf meter breed. Het verval tussen start en finish is 5,5 meter. Er is een lopende band om vaartuigen van het eindpunt van de baan weer naar het beginpunt te brengen. Een aantal krachtige pompen zorgen ervoor dat het water naar het beginpunt van het parcours wordt gepompt.
De baan is gemaakt van beton waarin aan de buitenkant stenen zijn verwerkt. Hierdoor krijgt de baan het uiterlijk van een echte rivier. Grote niet verplaatsbare stenen en plastic verplaatsbare obstakels zorgen voor de juiste golven en stromingen.
De totale kosten voor de wildwaterbaan waren zes miljoen Australische dollar. Hiervan werd 1,5 miljoen betaald door de gemeente Penrith, hetzelfde bedrag door de International Canoe Federation (ICF) (waarvan 300.000 dollar door de Australische kanobond) en 3 miljoen door het bestuur van de deelstaat New South Wales.
Op dit moment is het wildwaterstadion zeer populair bij recreatieve rafters, bovendien wordt er veel op gekanood. Tijdens de Europese wintermaanden (in Australië is het dan zomer) is Penrith een geliefde plaats voor Europese topkanoërs om naartoe te gaan.